# Dactyloscirus eupaloides
Dactyloscirus eupaloides är en spindeldjursart som först beskrevs av Berlese 1916.  Dactyloscirus eupaloides ingår i släktet Dactyloscirus och familjen Cunaxidae. Inga underarter finns listade i Catalogue of Life.